# Уемура Сьоен
Уему́ра Шьо́ен (яп. 【上村松園】, うえむらしょうえん, англ. Uemura Shōen; нар.23 квітня 1875 — пом.27 серпня 1949) — японська художниця нового часу. Представниця японського традиційного живопису. Майстер картин, присвячених японським красуням. Народилася в Кіото. Випускниця Кіотської префектурної школи мистецтв (1887). Здобула всеяпонське визнання у 15 років, здобувши приз на мистецькій виставці. Учениця Судзукі Шьонена, Кобо Байрея і Такеучі Сейхо. Осучаснила стиль школи шіджьо. Працювала над історичними сюжетами, образами відомих особистостей японської історії, пейзажами, театральними сценами. Член Імперської академії мистецтв Японії (1941). Першою серед жінок нагороджена Орденом культури Японії (1948). Найвідоміший твір — «Танок-прелюдія» (1936), важлива культурна пам'ятка Японії. Мати художника Уемури Шьоко, бабуся художника Уемури Ацуші. Справжнє ім'я — Уемура Цуне (яп. 【上村津禰】, うえむらつね). Псевдонім — Шьоен («Сосновий сад»).

## Біографія
Уемура Шьоен була другою, молодшою дочкою торговця чаєм, який помер за два місяці до її народження. Під керівництвом матері Уемура досконально вивчила  японську традиційну чайну церемонію, ввібрала любов до прекрасного. Малювати Уемура почала ще в дитинстві, захоплювалася роботами в стилі укійо-е художника Кацушіки Хокусая. Вивчала живопис в школі мистецтв префектури Кіото під керівництвом пейзажиста напрямку гохуа — Судзукі Шьонен. Вивчала ранньомодерний живопис школи Кано та графіку середньовічного художника Сешшю.
Уемура Шьоен неодноразово отримувала призи на художніх виставках, таких як виставка Японської академії вишуканих мистецтв (1900). Учасниця виставки Японської академії вишуканих мистецтв в 1907, коли виставлену нею там картину, «Красуні чотирьох пір року», придбав  принц Артур, син британської королеви Вікторії, який прибув до Японії з візитом.
Художниця проявляла інтерес до ксилографії та старовинних технік живопису. У її роботах проявляються сюжети та образи з традиційного японського театру но. У 1917—1922 роках вона взяла участь у низці виставок. У 1930-х роках Уемура створила свої найкращі роботи - картини «Весна і осінь» (1930), навіяну образами театру но і написану аквареллю на шовку «Танок-прелюдія» (1936, важлива культурна пам'ятка Японії) і «Комачі змиває листи» (1937).
1941 року Уемура Шьоен стала першою жінкою-художницею, прийнятою до Імператорської академії мистецтв. 1944 року Міністерством двору Японії її призначено придворним художником. У роки Другої світової війни національно забарвлена творчість Шьоен використовувалась японським урядом в пропагандистських цілях. У 1941 художниця пише картини «Сутінки» і «Ясний день», в 1943 - картину «Пізня осінь».
1948 року Уемуру нагородили японським Орденом культури.

## Картини
- 1892: «Сей Шьонаґон» 清少納言

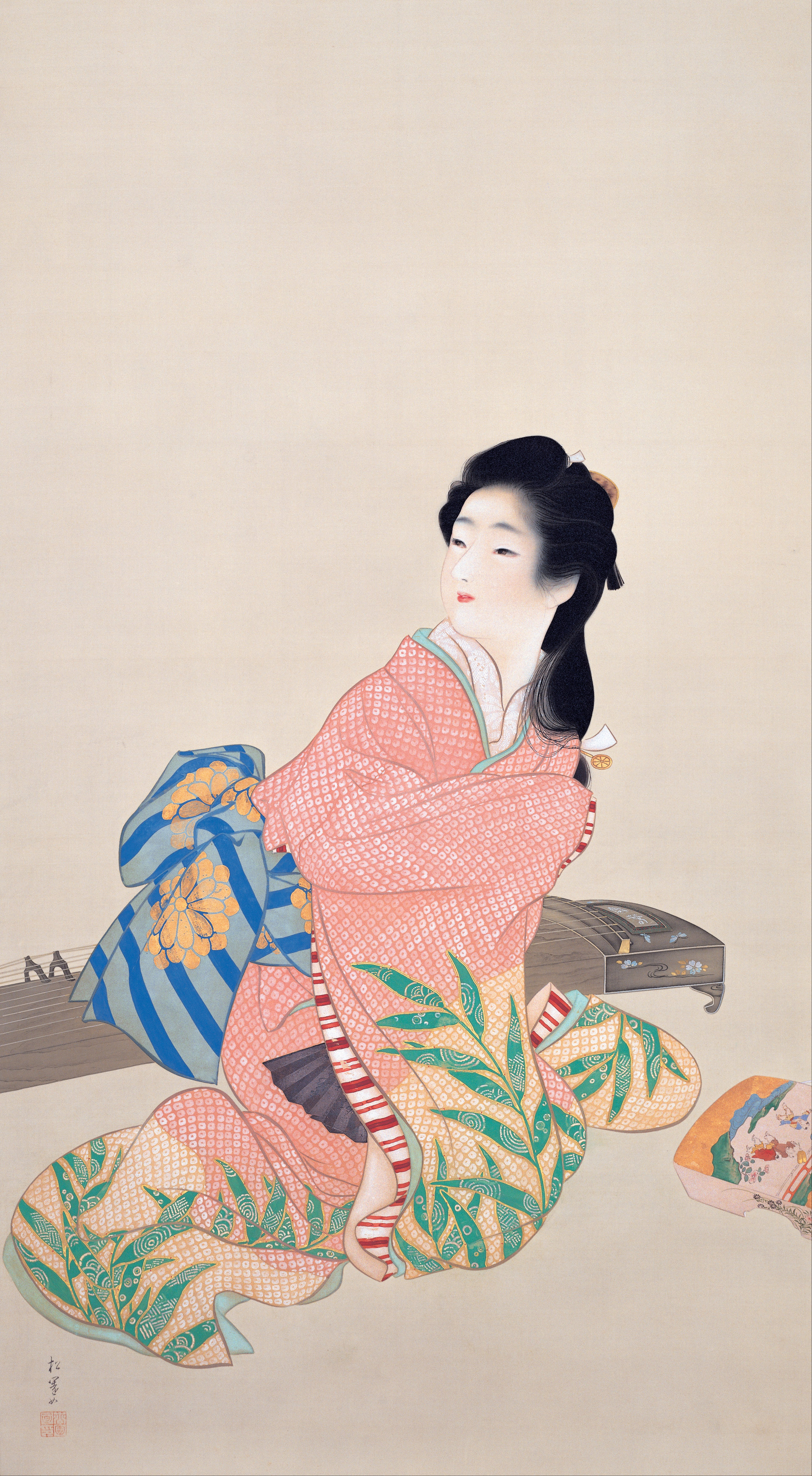
«Донька Міюкі» (1914)

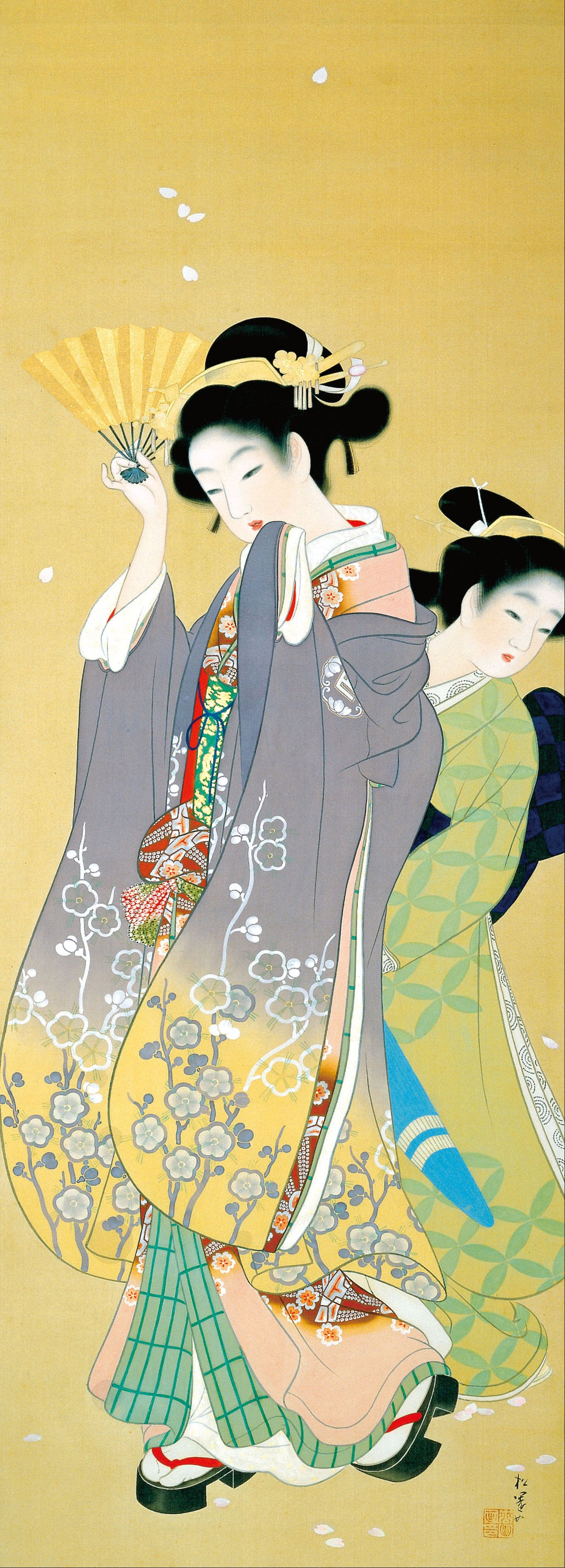
«Споглядання квітів» (1915)

- 1890: «Красуні чотирьох пір року» 四季美人図
- 1899: «Квіти життя» 人生の花
- 1914:

«Донька Міюкі» 娘深雪
«Приготування до танцю» 舞支度
- 1915: «Споглядання квітів» 花がたみ
- 1918: «Полум'я» 焔
- 1922: «Ян Гуйфей» 楊貴妃
- 1926: «Гарного вечора» 良宵之図
- 1929: «Світлячок у тіні завіси» 簾のかげ、新蛍
- 1930:

«Ісе Даю» 伊勢大輔
«Весна й осінь» 春秋図
- 1934:

«Мати і дитя» 母子
«Сині брови» 青眉
- 1936: «Танок-прелюдія» 序の舞
- 1937:

«Комачі змиває листи» 草子洗い小町
«Сніг, місяць, квітка» 雪月花
- 1938: «Пральник» 砧
- 1941:

«Ясного дня» 晴日
«Захід сонця» 夕暮
- 1943: «Пізня осінь» 晩秋
- 1944: «Шідзу» 静

## Праці
- 松園美人画譜. —　芸艸堂 1909.
- 青眉抄. — 蒼生社 1947; 三彩社 1972; 講談社 (講談社文庫) 1977; 求龍堂 1995.
- 青眉抄その後. — 求龍堂 1985.
- 上村松園全随筆集: 青眉抄・青眉抄その後. — 求龍堂 2010.

## Філателія
За мотивами створених Уемурою творів в Японії випускалися поштові марки:
- 1965: «Танок-прелюдія»;
- 1980: «Мати і дитя»;
- 2000: портрет Уемури Шьоен.